# اسکات پلی
اسکات کامرون پلی (به انگلیسی: Scott Pelley) متولد ۲۸ ژوئیه ۱۹۵۷) یک روزنامه‌نگار و نویسنده آمریکایی است که بیش از ۳۱ سال خبرنگار و گوینده اخبار سی‌بی‌اس بوده‌است. پلی نویسنده کتاب حقیقت ارزش گفتن در ۲۰۱۹، و همچنین خبرنگار مجله خبری ۶۰ دقیقه سی‌بی‌اس است. پلی از سال ۲۰۱۱ تا ۲۰۱۷ به عنوان مجری و سردبیر اخبار عصر سی‌بی‌اس خدمت کرد، دوره‌ای که پخش این برنامه بیش از یک میلیون و نیم بیننده اضافه کرد و به بالاترین رتبه خود در بیش از یک دهه دست یافت. پلی از سال ۱۹۹۷ تا ۱۹۹۹ به عنوان خبرنگار ارشد سی‌بی‌اس نیوز در کاخ سفید فعالیت داشت.

### ۶۰ دقیقه و ۶۰ دقیقه ۲

مصاحبه پلی با بن برنانکه رئیس فدرال رزرو

## سنین جوانی و تحصیل
پلی در سن آنتونیو، تگزاس به دنیا آمد، پلی در لوباک بزرگ شد، او در لوباک در دبیرستان کورونادو فارغ‌التحصیل شد و اولین شغل خود را در روزنامه‌نگاری در سن ۱۵ سالگی به عنوان ویراستار جوان مجله بهمن لوباک به دست آورد. او در این محل به درسش ادامه داد و در دانشگاه فنی تگزاس در لوبوک در رشته روزنامه‌نگاری تحصیل کرد.

## حرفه

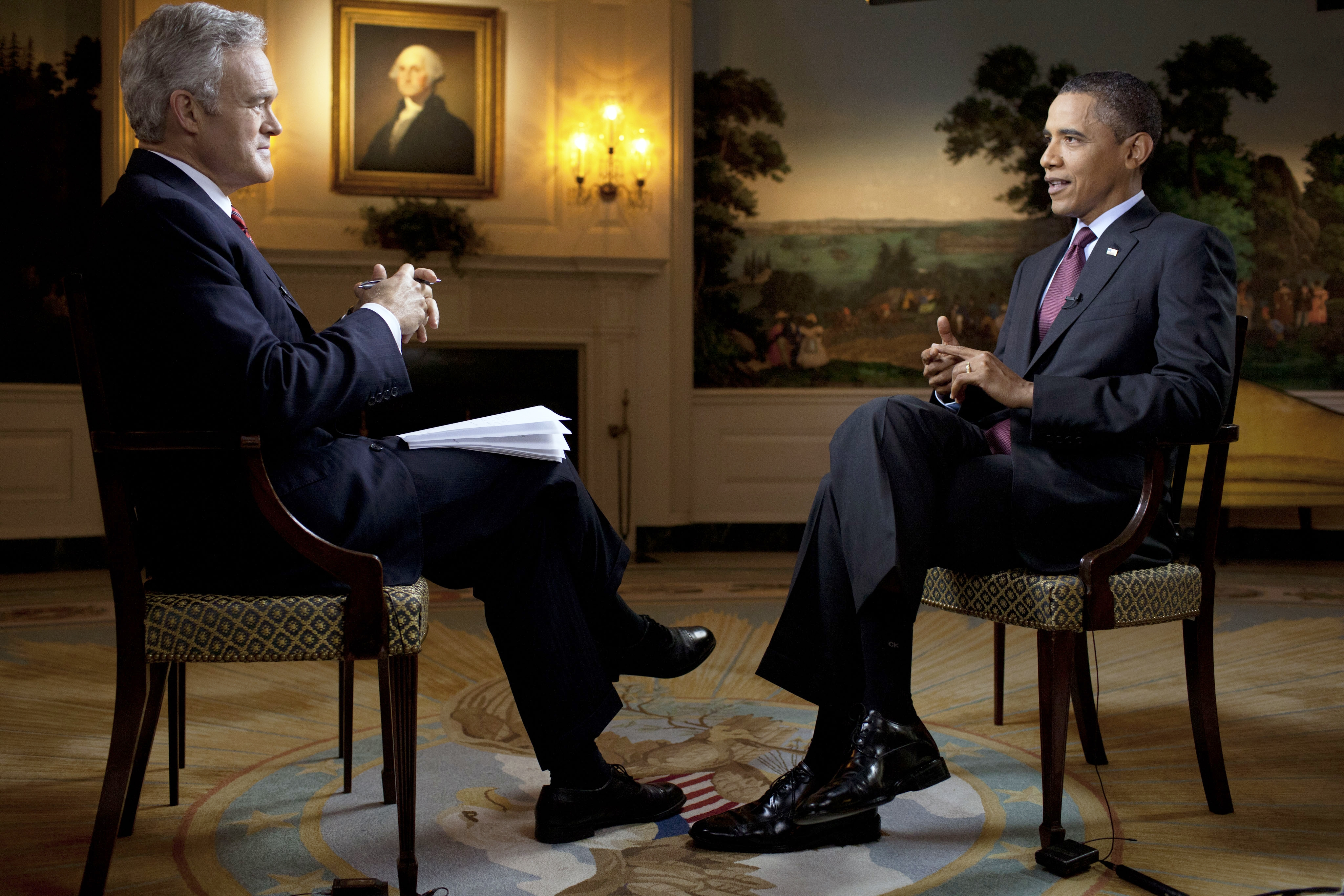
مصاحبه پلی با پرزیدنت باراک اوباما در اتاق آبی (کاخ سفید)، ۲۰۱۱

### اخبار سی‌بی‌اس
فعالیت حرفه‌ای پلی در سی بی اس در سال ۱۹۸۹ در شهر نیویورک آغاز شد. بعداً به دالاس بازگشت تا از دفتر سی‌بی‌اس به پوشش امور ملی بپردازد. پلی جنگ ۱۹۹۰/۱۹۹۱ خلیج فارس را از بغداد گزارش کرده و پوشش می‌داد، و با سپاه هجدهم هوابرد در حمله به عراق و کویت همراه بود. او مأمور شد که در ۱۹۹۲ مبارزات انتخاباتی راس پرو و بیل کلینتون را پوشش دهد و همچنین از رویدادهای مهمی مانند بمب‌گذاری در مرکز تجارت جهانی در سال ۱۹۹۳، واقعه ویکو و بمب‌گذاری اوکلاهاما سیتی گزارش کند.
پلی از سال ۱۹۹۷ تا ۱۹۹۹ به عنوان خبرنگار ارشد سی‌بی‌اس نیوز در کاخ سفید خدمت کرد. در آن زمان، رئیس‌جمهور کلینتون توسط مجلس نمایندگان ایالات متحده استیضاح شد. در پوشش تحقیقات رئیس‌جمهور، پلی این خبر را منتشر کرد که مونیکا لوینسکی شاهد همکاری در تحقیقات انجام شده توسط دفتر مشاور مستقل شده‌است.

پلی با پرزیدنت جورج دبلیو بوش در دفتر بیضی.

## زندگی شخصی
در سال ۱۹۸۳، پلی با جین بون، گزارشگر سابق تلویزیون و مدیر تبلیغات سی‌بی‌اس ازدواج کرد. آنها یک پسر و یک دختر دارند.